# Bogense
Bogense est une ville côtière située dans la municipalité Nordfyn, au Nord de l'île de Fionie (Danemark). Elle dispose d'un port de pêche ainsi que d'un port de plaisance.

## Histoire
Bogense est une ville qui émerge au XIIIe siècle et qui est appréciée des touristes pour ses maisons à colombages, son charme désuet et son magnifique paysage

## Jumelage
- Svelvik (Norvège)

## Personnalités
- Jens Albinus (né en 1965 à Bogense)
- Carl Harald Brummer (1864 -1953, né à Bogense), un architecte